# Felosa-das-figueiras

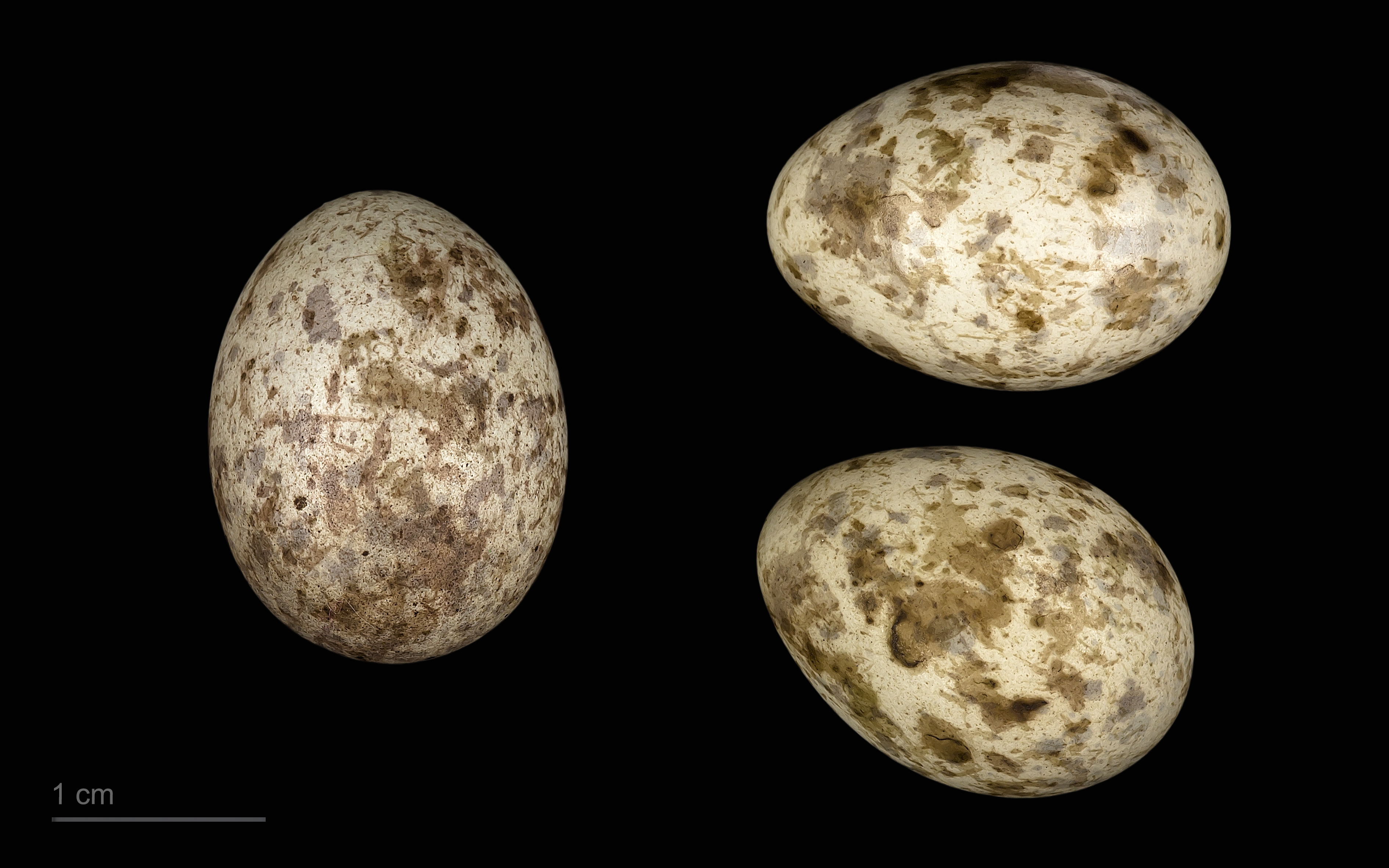
Cuculus canorus canorus em um ninho deSylvia borin borin - MHNT

A felosa-das-figueiras, felosa-gorda ou toutinegra-das-figueiras (Sylvia borin) é uma ave da família Sylviidae, que pertence ao grupo das toutinegras.
Caracteriza-se pela plumagem castanha e acinzentada, sem marcas particulares.
Frequenta meios florestais, principalmente de folhosas. É uma espécie migradora que nidifica na Europa e na Ásia e inverna em África. Em Portugal nidifica unicamente no extremo norte do território mas ocorre no resto do país durante as suas migrações.

## Status
A felosa-das-figueiras possui uma ampla região de 9.650.000 km2 (3.700.000 mi2), e sua população na Europa é estimada em 17–31  milhões de pares de procriação. Expandindo o cálculo para criadores de aves na Ásia, a população total aumenta para 54–124  milhões individuais. Não há evidência de nenhum declínio sério em números, portanto é classificada pela União Internacional para a Conservação da Natureza e dos Recursos Naturais como pouco preocupante.
Existe uma pequena diminuição em números na Europa desde 1980, porém a população escandinava está crescendo. Alterações climáticas aparentemente estão afetando os padrões de migração das espécies felosa-das-figueiras e toutinegra (Sylvia atricapilla). Ambas estão chegando na Europa antes do esperado, toutinegras e felosa-das-figueiras jovens (mas não adultas) estão partindo com aproximadamente duas semanas de atraso em relação a década de 1980. Aves de ambas as espécies possuem asas maiores e mais leves que antigamente, sugerindo uma migração mais longa já que a região de procriação se expande para o norte.